# Luis Esteve Fernández-Caballero
 (janvier 2018).
Si vous disposez d'ouvrages ou d'articles de référence ou si vous connaissez des sites web de qualité traitant du thème abordé ici, merci de compléter l'article en donnant les références utiles à sa vérifiabilité et en les liant à la section « Notes et références ».
Luis Esteve Fernández-Caballero est un architecte espagnol né le 19 janvier 1857 et décédé le 28 septembre 1915.
On lui doit plusieurs édifices de Madrid comme le casino ou le cinéma métropolis.